# Sisowath
Sisowath (Khmer: ព្រះបាទស៊ីសុវតិ្ថ) (Battambang 7 september 1840 - Phnom Penh 9 augustus 1927) was koning van Cambodja van 27 april 1904 tot zijn overlijden op 9 augustus 1927. Hij was de zoon van Aung Duong, koning van 1840 tot 1860 en halfbroer van koning Norodom die van 1860 tot 1904 over Cambodja regeerde. Koning Sisowath was de grondlegger van het Huis van Sisowath, een van de twee koningshuizen van Cambodja.

## Biografie
Hij werd geboren als Ang Sar (អង្គសោ) op 7 september 1840 in Battambang als zoon van koning Aung Duong (bijgenaamd "de Grote Koning") en een van diens vrouwen, Neang Pou. Samen met zijn halfbroer prins Norodom ontving hij zijn opleiding aan het hof van de koning van Siam te Bangkok. Eertijds was Cambodja feitelijk een vazalstaat van Siam en Vietnam. Na het overlijden van zijn vader keerden Norodom en Sisowath naar Cambodja terug om te voorkomen dat hun jongere broer, prins Si Votha, de troon zou bestijgen. Nadat hun plan geslaagd was werd Norodom koning van Cambodja en Sisowath troonpretendent, met de titel Obbareach (letterlijk: "tweede koning"). De Fransen vestigden kort hierop een protectoraat over Cambodja. Anders dan koning Norodom was Sisowath scherp gekant tegen de nieuwe situatie en probeerde aanvankelijk met hulp van de Vietnamezen, de voormalige beheerser van Cambodja, om een opstand te organiseren tegen de Fransen. Hij zag hier uiteindelijk toch vanaf en knoopte zelfs vriendschappelijke banden aan met de Fransen, welke laatsten hem gebruikten als drukmiddel tegen Norodom om meer tegemoet te komen aan hun eisen: mocht Norodom zich te weinig inschikkelijk tonen, dan dreigden de Fransen Norodom als koning te vervangen door Sisowath.
Met hulp van Sisowath wist koning Norodom in 1867 een opstand tegen de Franse aanwezigheid de kop in te drukken, waardoor de kroon voor Norodom veilig was gesteld. Aan het einde van de negentiende eeuw voelde Norodom zich onder Franse druk gedwongen om Sisowath aan te wijzen als kroonprins, hetgeen uiteraard stuitte op verzet van de zoons van de Norodom, maar zij konden aan de situatie geen verandering brengen vanwege de invloed der Fransen.
Op 24 april 1904 overleed koning Norodom en Sisowath werd op 27 april 1904 onder de dynastieke naam Sisowath Chamchakrapong koning. Zijn formele kroning vond plaats in 1906, het jaar waarop hij op uitnodiging van de Fransen een officieel bezoek bracht aan Frankrijk. Hij woonde de koloniale tentoonstelling in Marseille bij en bezocht ook Parijs. Tijdens de Eerste Wereldoorlog zette hij zich in voor de werving van arbeiders en soldaten voor het Franse leger. Hij wist de onrust tegen het corvée-systeem (Cambodjanen moesten onbetaald enkele dagen per jaar werkzaamheden verrichtten voor het Franse bestuur) in 1926 te sussen.

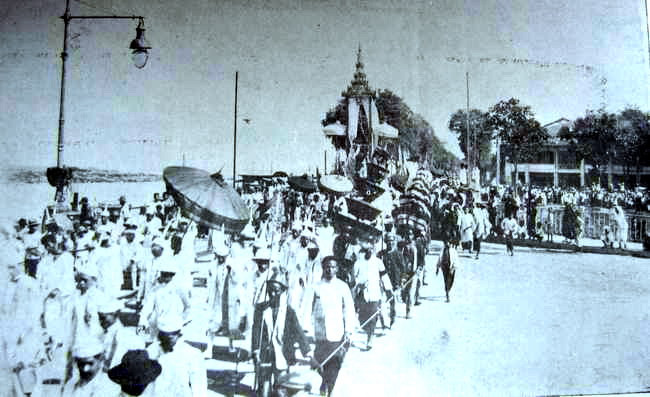
De urn met de as van koning Sisowath wordt in processie rondgedragen (1928)

Koning Sisowath overleed op 9 augustus 1927 te Phnom Penh en werd opgevolgd door zijn zoon Sisowath Monivong (1875-1941).

## Persoonlijk
Koning Sisowath had 20 vrouwen en 29 kinderen, waaronder Sisowath Monivong, zijn opvolger als koning.